# Raionul Oceac, Mîkolaiiv
Oceac (în ucraineană Очаківський район, transliterat: Oceakivskîi raion) este un raion în regiunea Mîkolaiiv, Ucraina. Reședința sa este orașul regional Oceac, care nu aparține raionului.

## Demografie
Componența lingvistică a raionului Oceac
     Ucraineană (85,21%)
     Rusă (12,67%)
     Alte limbi (1,25%)
Conform recensământului din 2001, majoritatea populației raionului Oceac era vorbitoare de ucraineană (85,21%), existând în minoritate și vorbitori de rusă (12,67%).